# Цуг
Вижте пояснителната страница за други значения на Цуг.
Цуг (на немски: Zug; на френски: Zoug) е курортен град в Централна Швейцария. Главен административен център на кантон Цуг.
Разположен е на северния брега на Цугското езеро на 23 km южно от Цюрих. Първите сведения за града като населено място датират от 1240 г. Има жп гара. Населението му е 25 778 души по данни от преброяването през 2008 г.

## Спорт
Представителният футболен отбор на града се казва ФК „Цуг 94“.

## Личности
Починали
- Йоханес Марио Зимел (1924 – 2009), австрийски писател